# Maximilian Beister
Maximilian Beister (Göttingen, 1990. szeptember 6. –) német labdarúgó, a Hamburger SV csatára.